# Ermida de São Pedro (Prainha de Baixo)
A Ermida de São Pedro é um templo cristão português que se localiza no Caminho de São Pedro, lugar da Prainha de Baixo, na freguesia da Prainha, concelho de São Roque do Pico, ilha do Pico, Açores, Portugal.
Esta ermida apresenta-se construída com planta rectangular e com uma cobertura em duas águas cujas telhas são de aba e canudo. As paredes são rebocadas com argamassa de cimento e caiada a cor branca.
Tanto os cunhais, como as molduras e o soco da fachada principal encontram-se com a pedra à vista, facto que lhe dá sobriedade. Na fachada principal é possível encontrar uma porta e um óculo em forma rectangular cuja moldura também é pedra e serrada. Esta ermida apresenta uma construção recente.
O topo do templo foi rematado por uma cruz que na base tem um bloco de pedra com um rosto humano esculpido, cujas características podem ser consideradas arcaizantes.
Na fachada encontra-se uma cinta horizontal elaborada em blocos de pedra sobre a porta e um baixo-relevo que representa a mitra e as chaves de São Pedro sobre o óculo.